# Orientierung (Zeitschrift)
Die Orientierung: katholische Blätter für weltanschauliche Information war eine jesuitische Zeitschrift, die von 1947 bis 2009 zweimal monatlich vom Institut für Weltanschauliche Fragen in Zürich herausgegeben wurde.

## Vorgängerpublikationen
Die Vorgänger der Orientierung hiessen Antimarxistischer Mitteilungsdienst (erste drei Ausgaben), Schweizerischer Mitteilungsdienst über Marxismus (Nr. 4 bis 6), Mitteilungsdienst des Apologetischen Instituts des Schweizer katholischen Volksvereins (Nr. 7 bis 16, teils mit dem Hinweis unter dem Titel „Zur persönlichen Orientierung“) und schließlich Apologetische Blätter (ab Nr. 17 vom 26. September 1938 bis Ende 1946).
In den ersten Jahren war die Zeitschrift lediglich ein vierzehntäglich veröffentlichtes, hektographiertes maschinenschriftliches Manuskript von wenigen Seiten. Ab der Ausgabe 19 des Jahrgangs 1944 wurden die Apologetischen Blätter gesetzt und gedruckt.

## Geschichte derOrientierung
Mit Beginn des Jahrgangs 1947 wurde die Zeitschrift in Orientierung umbenannt, anfangs mit dem Titelzusatz „Katholische Blätter für weltanschauliche Information“. Chefredaktoren der Orientierung waren Mario von Galli SJ (von 1947 bis 1972), Ludwig Kaufmann SJ (von 1973 bis zu seinem Tod 1991) und Nikolaus Klein SJ (von 1991 bis 2009). Den Höhepunkt ihrer Verbreitung erreichte die Zeitschrift im Jahrzehnt nach dem Zweiten Vatikanischen Konzil. Vor allem in den 1970er und 1980er Jahren trug die Orientierung dazu bei, die Theologie der Befreiung in den deutschsprachigen Ländern bekannt zu machen.
Die Orientierung wandte sich an „Leser …, die auf der Suche sind und mit denen wir uns auch selber suchend auf den Weg begeben möchten“ (Ludwig Kaufmann). „Mit der Erosion des Milieukatholizismus und dem Funktionswandel von Religion in der modernen bzw. postmodernen Gesellschaft verlor die Orientierung einen Teil ihrer bisherigen Leserschaft.“ Zuletzt lag die Auflage bei etwa 4.000 Exemplaren.